# Barges (Côte-d’Or)
Barges település Franciaországban, Côte-d’Or megyében. Lakosainak száma 656 fő (2022. január 1.). Barges Saulon-la-Rue, Broindon, Saulon-la-Chapelle, Gevrey-Chambertin és Noiron-sous-Gevrey községekkel határos.

## Népesség
A település népességének változása:
| Lakosok száma | 143  | 315  | 349  | 428  | 514  | 590  | 621  | 651  | 655  | 656  |
|               | 1968 | 1982 | 1990 | 2006 | 2013 | 2015 | 2017 | 2019 | 2020 | 2022 |